# João Alberto Paixão Lages
João Alberto Paixão Lages (Belo Horizonte, 10 de outubro de 1977) é um advogado e político brasileiro, membro do Partido do Movimento Democrático Brasileiro (PMDB) e deputado estadual pelo Estado de Minas Gerais. 

João Alberto seguiu os passos do pai, o ex-deputado estadual João Bosco Murta Lages, já falecido, que foi conselheiro e presidente do Tribunal de Contas de Minas Gerais e suplente de senador.
Foi presidente do Conselho Estadual da Juventude entre 1999 e 2002. Também foi presidente estadual e nacional da juventude do PMDB e atualmente é membro da direção do partido em Minas Gerais. 
Entre 2004 e 2006 foi secretário adjunto da Secretaria de Desenvolvimento Regional e Política Urbana (Sedru). 
Já entre os anos de 2007 e 2013 foi diretor-presidente da CeasaMinas. No período de 2008 a 2013, atuou como presidente da Associação Brasileira das Centrais de Abastecimento (Abracen). 
Entre 2013 e 2014 foi secretário nacional de Produção e Agroenergia do Ministério da Agricultura, Pecuária e Abastecimento. Ainda em 2013 assumiu o cargo de diretor da World Union of Wholesale Markets (WUWM).